# Franco Di Santo
Franco Matías Di Santo (* 7. April 1989 in Mendoza) ist ein argentinischer Fußballspieler. Er steht bei Independiente Rivadavia unter Vertrag.

## Karriere

### Vereine

#### Anfänge
Di Santo begann seine Fußballkarriere in der Escuela de Futbol EFAGO. Anschließend folgte eine Zwischenstation bei Godoy Cruz im Jahr 2005, er blieb dort aber nur ein Jahr und wechselte dann zu Audax Italiano nach Chile. Dort erzielte er 16 Tore in 69 Spielen.

#### Di Santo in England
Am 25. Januar 2008 unterschrieb er einen Vierjahresvertrag beim englischen Verein FC Chelsea. Er spielte zunächst in der  Reservemannschaft. Ab der Saison 2008/09 gehörte er der ersten Mannschaft an. 2009 wechselte er bis Februar 2010 auf Leihbasis zu den Blackburn Rovers. Sein Leihvertrag wurde bis zum Ende der Saison 2009/10 verlängert. Er wurde überwiegend als Einwechselspieler eingesetzt. Am 31. August 2010 wechselte er kurz vor Ende der Transferzeit für die nächsten drei Jahre zu Wigan Athletic. Nachdem er zum Beginn der Rückrunde der Saison 2012/13 angekündigt hatte, seinen auslaufenden Vertrag nicht zu verlängern, kam er nur noch unregelmäßig zum Einsatz.

#### Über Bremen zum FC Schalke 04
Zur Saison 2013/14 wurde er vom deutschen Bundesligisten Werder Bremen verpflichtet, der ihn mit einem bis 30. Juni 2016 gültigen Vertrag ausstattete. Nachdem er in der Saison 2014/15 in 26 Ligaspielen 13 Tore für Werder erzielt hatte, wechselte er für die festgeschriebene Ablösesumme von 6 Millionen Euro zum FC Schalke 04 und erhielt einen bis Sommer 2019 gültigen Vertrag. In seinen ersten drei Saisons für Schalke erzielte er in 83 Pflichtspieleinsätzen in der Bundesliga, im DFB-Pokal und in der Europa League zwölf Tore.
In der Saison 2018/19 sorgte er am 4. Spieltag während der 0:2-Heimniederlage gegen den FC Bayern München für einen Eklat: Nach seiner Auswechslung in der 65. Minute lieferte der darüber erzürnte Di Santo sich ein längeres Wortgefecht mit Trainer Domenico Tedesco. Dabei gestikulierte Di Santo wild und zeigte mit seinen Fingern eine Sieben, was von den Medien so interpretiert wurde, dass er Tedesco sagen wolle, dieser hätte besser seinen Teamkollegen Mark Uth, der auf Schalke die Rückennummer Sieben trägt, aus dem Spiel nehmen sollen.
In einem Interview erklärte Di Santo, er habe damit angezeigt, dass zum Zeitpunkt seiner Auswechslung noch nicht einmal siebzig Minuten gespielt waren. Zudem soll Tedesco seinem Spieler im Laufe des Wortgefechts, wie auf Fernsehaufnahmen zu erkennen war, die Worte „Halt’s Maul“ zugerufen haben. Dieser Darstellung widersprach Tedesco im Interview mit Boris Büchler im aktuellen sportstudio nicht. Kritisch wurde von einigen Medien gesehen, dass sich Di Santo ausgerechnet mit Tedesco, der als sein Förderer galt, anlegte. Tedesco kritisierte Di Santo daraufhin im Interview mit dem aktuellen sportstudio unter anderem mit den Worten „Wir wissen, dass Franco hier keinen leichten Stand hat. Dennoch sehen wir etwas in ihm. Wir reden ihn stark – und dann ist das enttäuschend. Gute Erziehung wäre da nicht so verkehrt.“ Di Santo entschuldigte sich daraufhin öffentlich für sein Verhalten und erklärte dieses mit seinem heißen Blut und seinem Wettbewerbsgeist und bekundete, er müsse sich in solchen Momenten besser im Griff haben. Er zeigte sich dankbar für Tedescos Förderung. Auch bei der Mannschaft entschuldigte sich Di Santo. Anschließend kam der Argentinier in der Liga bis zum Ende der Hinrunde noch zu zwei weiteren Einsätzen. Zum Beginn der Rückrundenvorbereitung wurde er aus dem Profikader aussortiert.

#### Rayo Vallecano
Am letzten Tag der Wintertransferperiode 2019 wechselte Di Santo in die spanische Primera División zu Rayo Vallecano. Er erhielt einen Vertrag bis zum Ende der Saison 2018/19. Bis zum Saisonende kam er auf 6 Ligaeinsätze (einmal von Beginn), in denen er ein Tor erzielte. Nach dem Abstieg in die Segunda División verließ Di Santo den Verein mit seinem Vertragsende.

#### Atlético Mineiro
Im August 2019 wurde bekannt, dass Di Santo einen Kontrakt beim brasilianischen Klub Atlético Mineiro unterzeichnet hat.

#### San Lorenzo de Almagro
Im Juli 2020 wurde die Rückkehr von di Santo in seine Heimat bekannt. Er unterzeichnete beim Club Atlético San Lorenzo de Almagro einen neuen Kontrakt. Dieser lief bis Ende 2023, wurde aber wegen ausstehender Gehaltszahlung im Dezember 2021 aufgelöst.

#### Club Tijuana
Als freier Spieler wechselte Franco di Santo im Juni 2022 zum mexikanischen Verein Club Tijuana. Dort unterzeichnete der Stürmer einen Ein-Jahres-Vertrag.

#### Universidad Católica
Im Dezember 2022 gab di Santo seinen Wechsel zu Universidad Católica nach Chile bekannt. Sein Vertrag läuft bis Ende 2024.

### Nationalmannschaft
Franco Di Santo spielte von 2006 bis 2009 in der argentinischen U-20-Nationalmannschaft. Mit der Mannschaft nahm er an der U-20-Südamerikameisterschaft 2007 teil. Er war auch für die Südamerikameisterschaft 2009 nominiert, wurde aber vom FC Chelsea nicht freigestellt, da dort zu dem Zeitpunkt viele Spieler verletzt waren.
In der A-Nationalmannschaft wurde er erstmals am 14. November 2012 in der zweiten Halbzeit beim Freundschaftsspiel in Saudi-Arabien eingesetzt. Anschließend hatte er noch Kurzeinsätze, am 6. Februar 2013 beim Freundschaftsspiel in Schweden und am 26. März 2013 beim WM-Qualifikationsspiel in Bolivien. Am 13. Mai 2014 wurde er von Trainer Alejandro Sabella in Argentiniens vorläufigen 30-köpfigen WM-Kader berufen, jedoch nicht für das Turnier nominiert.

## Erfolge
FC Chelsea
- FA-Cup-Sieger: 2009

Wigan Athletic
- FA-Cup-Sieger: 2013

## Sonstiges
Seine Vorfahren stammen aus Italien, er besitzt dementsprechend auch die italienische Staatsbürgerschaft.